# Camponotus lenkoi
Camponotus lenkoi é uma espécie de inseto do gênero Camponotus, pertencente à família Formicidae.